# Speocera papuana
Speocera papuana là một loài nhện trong họ Ochyroceratidae. Loài này phân bố ở New Guinea.